# 12기 KBS 바둑왕전
12기 KBS 바둑왕전은 한국방송공사의 TV 속기전이 참가한 국내 바둑 기전이다. 결승에서는 11기 준우승자 조훈현 九단이 유창혁 六단을 2대 0로 꺾고 통산 7회 우승을 달성했다.

## 대진표

### 승자조,패자조
| (故)유건재 六단 | 유건       | 서봉       | 서능       | 유창       | 유창혁      | 유창혁      | 유창혁 | 조훈현 九단 (2:0) |
| 강훈(大) 八단   | 유건       | 서봉       | 서능       | 유창       | 유창혁      | 유창혁      | 유창혁 | 조훈현 九단 (2:0) |
| 서봉수 九단     |            | 서봉       | 서능       | 유창       | 유창혁      | 유창혁      | 유창혁 | 조훈현 九단 (2:0) |
| 서능욱 九단     | 서능       | 서능       | 서능       | 유창       | 유창혁      | 유창혁      | 유창혁 | 조훈현 九단 (2:0) |
| 정현산 四단     | 서능       | 서능       | 서능       | 유창       | 유창혁      | 유창혁      | 유창혁 | 조훈현 九단 (2:0) |
| 이창호 六단     |            | 서능       | 서능       | 유창       | 유창혁      | 유창혁      | 유창혁 | 조훈현 九단 (2:0) |
| 장수영 九단     | (故)이주   | 유창       | 유창       | 유창       | 유창혁      | 유창혁      | 유창혁 | 조훈현 九단 (2:0) |
| (故)이주용 六단 | (故)이주   | 유창       | 유창       | 유창       | 유창혁      | 유창혁      | 유창혁 | 조훈현 九단 (2:0) |
| 유창혁 六단     |            | 유창       | 유창       | 유창       | 유창혁      | 유창혁      | 유창혁 | 조훈현 九단 (2:0) |
| (故)임선근 七단 | 김영       | 한         | 유창       | 유창       | 유창혁      | 유창혁      | 유창혁 | 조훈현 九단 (2:0) |
| 김영환 三단     | 김영       | 한         | 유창       | 유창       | 유창혁      | 유창혁      | 유창혁 | 조훈현 九단 (2:0) |
| 한상렬 四단     |            | 한         | 유창       | 유창       | 유창혁      | 유창혁      | 유창혁 | 조훈현 九단 (2:0) |
| 윤현석 三단     | 윤현       | 윤현       | 윤현       | 양         | 유창혁      | 유창혁      | 유창혁 | 조훈현 九단 (2:0) |
| (故)하찬석 八단 | 윤현       | 윤현       | 윤현       | 양         | 유창혁      | 유창혁      | 유창혁 | 조훈현 九단 (2:0) |
| 황원준 七단     |            | 윤현       | 윤현       | 양         | 유창혁      | 유창혁      | 유창혁 | 조훈현 九단 (2:0) |
| 문명근 七단     | 문         | 문         | 윤현       | 양         | 유창혁      | 유창혁      | 유창혁 | 조훈현 九단 (2:0) |
| 윤기현 九단     | 문         | 문         | 윤현       | 양         | 유창혁      | 유창혁      | 유창혁 | 조훈현 九단 (2:0) |
| 나종훈 四단     |            | 문         | 윤현       | 양         | 유창혁      | 유창혁      | 유창혁 | 조훈현 九단 (2:0) |
| 고광명 三단     | 양         | 양         | 양         | 양         | 유창혁      | 유창혁      | 유창혁 | 조훈현 九단 (2:0) |
| 양재호 八단     | 양         | 양         | 양         | 양         | 유창혁      | 유창혁      | 유창혁 | 조훈현 九단 (2:0) |
| 김수장 九단     |            | 양         | 양         | 양         | 유창혁      | 유창혁      | 유창혁 | 조훈현 九단 (2:0) |
| 이상훈(大) 三단 | (故)우     | 조         | 양         | 양         | 유창혁      | 유창혁      | 유창혁 | 조훈현 九단 (2:0) |
| (故)우쑹썽 九단 | (故)우     | 조         | 양         | 양         | 유창혁      | 유창혁      | 유창혁 | 조훈현 九단 (2:0) |
| 조훈현 九단     |            | 조         | 양         | 양         | 유창혁      | 유창혁      | 유창혁 | 조훈현 九단 (2:0) |
| 패자조          |            |            |            |            |             |             |        | 조훈현 九단 (2:0) |
| 패자 1회전      | 패자 1회전 | 패자 2회전 | 패자 3회전 | 패자 4회전 | 패자 준결승 | 패자 결승   |        | 조훈현 九단 (2:0) |
| (故)유건재 六단 | (故)우     | 김영       | 이창       | 이창       | 조          | 조훈현 九단 |        | 조훈현 九단 (2:0) |
| (故)우쑹썽 九단 | (故)우     | 김영       | 이창       | 이창       | 조          | 조훈현 九단 |        | 조훈현 九단 (2:0) |
| 김영환 三단     |            | 김영       | 이창       | 이창       | 조          | 조훈현 九단 |        | 조훈현 九단 (2:0) |
| 이창호 六단     | 이창       | 이창       | 이창       | 이창       | 조          | 조훈현 九단 |        | 조훈현 九단 (2:0) |
| 김수장 九단     | 이창       | 이창       | 이창       | 이창       | 조          | 조훈현 九단 |        | 조훈현 九단 (2:0) |
| 문명근 七단     |            | 이창       | 이창       | 이창       | 조          | 조훈현 九단 |        | 조훈현 九단 (2:0) |
| 서능욱 九단     |            |            |            | 이창       | 조          | 조훈현 九단 |        | 조훈현 九단 (2:0) |
| (故)이주용 六단 | 나         | 조         | 조         | 조         | 조          | 조훈현 九단 |        | 조훈현 九단 (2:0) |
| 나종훈 四단     | 나         | 조         | 조         | 조         | 조          | 조훈현 九단 |        | 조훈현 九단 (2:0) |
| 조훈현 九단     |            | 조         | 조         | 조         | 조          | 조훈현 九단 |        | 조훈현 九단 (2:0) |
| 한상렬 四단     | 황         | 서봉       | 조         | 조         | 조          | 조훈현 九단 |        | 조훈현 九단 (2:0) |
| 황원준 七단     | 황         | 서봉       | 조         | 조         | 조          | 조훈현 九단 |        | 조훈현 九단 (2:0) |
| 서봉수 九단     |            | 서봉       | 조         | 조         | 조          | 조훈현 九단 |        | 조훈현 九단 (2:0) |
| 윤현석 三단     |            |            |            | 조         | 조          | 조훈현 九단 |        | 조훈현 九단 (2:0) |
| 양재호 九단     |            |            |            |            |             | 조훈현 九단 |        | 조훈현 九단 (2:0) |

## 대국 결과

### 예선
| 대진         | 연도   | 대국일자  | 승자            | 패자            | 결과              | 기보 |
| ------------ | ------ | --------- | --------------- | --------------- | ----------------- | ---- |
| 3차예선 1국  | 1992년 | 11월 5일  | 윤현석 三단     | 김희중 七단     | 246수 백 불계승   |      |
| 3차예선 2국  | 1992년 | 11월 5일  | 나종훈 四단     | (故)이관철 初단 | 170수 백 불계승   |      |
| 3차예선 3국  | 1992년 | 11월 19일 | 문명근 七단     | 양상국 七단     | 264수 백 2집반승  |      |
| 3차예선 4국  | 1992년 | 11월 19일 | (故)임선근 七단 | 정수현 七단     | 193수 흑 불계승   |      |
| 3차예선 5국  | 1992년 | 12월 10일 | (故)정현산 四단 | 김학수(小) 六단 | 171수 흑 불계승   |      |
| 3차예선 6국  | 1992년 | 12월 10일 | (故)이주용 六단 | 김동면 三단     | 257수 흑 11집반승 |      |
| 3차예선 7국  | 1992년 | 12월 17일 | 강훈(大) 七단   | (故)이봉근 六단 | 252수 백 불계승   |      |
| 3차예선 8국  | 1992년 | 12월 17일 | 한상열 四단     | 이동규 七단     | 286수 백 14집반승 |      |
| 3차예선 9국  | 1992년 | 12월 31일 | 고광명 四단     | 조대현 六단     | 118수 백 시간승   |      |
| 3차예선 10국 | 1992년 | 12월 31일 | 황원준 七단     | 김성룡 二단     | 273수 백 4집반승  |      |
| 3차예선 11국 | 1993년 | 1월 14일  | 김영환 二단     | (故)강철민 七단 | 234수 백 불계승   |      |
| 3차예선 12국 | 1993년 | 1월 14일  | (故)하찬석 八단 | 허장회 七단     | 282수 백 7집반승  |      |
| 3차예선 13국 | 1993년 | 1월 28일  | (故)유건재 六단 | 김일환 七단     | 207수 흑 불계승   |      |
| 3차예선 14국 | 1993년 | 1월 28일  | 양재호 八단     | 유병호 七단     | 244수 흑 8집반승  |      |
| 3차예선 15국 | 1993년 | 1월 28일  | 김수장 八단     | 김동엽 五단     | 214수 백 불계승   |      |
| 3차예선 16국 | 1993년 | 1월 28일  | 이상훈(大) 三단 | 백성호 八단     | 176수 백 불계승   |      |

### 본선
| 대진        | 연도   | 대국일자  | 승자            | 패자            | 결과              | 기보 |
| ----------- | ------ | --------- | --------------- | --------------- | ----------------- | ---- |
| 승자 1회전  | 1993년 | 2월 25일  | 서능욱 九단     | (故)정현산 四단 | 127수 흑 불계승   |      |
| 승자 1회전  | 1993년 | 2월 25일  | 양재호 八단     | 고광명 三단     | 218수 백 불계승   |      |
| 승자 1회전  | 1993년 | 3월 18일  | (故)유건재 六단 | 강훈(大) 七단   | 316수 백 8집반승  |      |
| 승자 1회전  | 1993년 | 3월 18일  | 문명근 七단     | 윤기현 九단     | 247수 흑 2집반승  |      |
| 승자 1회전  | 1993년 | 4월 1일   | 김영환 三단     | (故)임선근 七단 | 241수 흑 10집반승 |      |
| 승자 1회전  | 1993년 | 4월 1일   | 윤현석 三단     | (故)하찬석 八단 | 180수 백 불계승   |      |
| 승자 1회전  | 1993년 | 4월 15일  | (故)우쑹성 九단 | 이상훈(大) 三단 | 232수 백 불계승   |      |
| 승자 1회전  | 1993년 | 4월 15일  | (故)이주용 六단 | 장수영 九단     | 237수 흑 반집승   |      |
| 승자 2회전  | 1993년 | 5월 4일   | 서능욱 九단     | 이창호 六단     | 319수 백 3집반승  |      |
| 승자 2회전  | 1993년 | 5월 4일   | 문명근 七단     | 나종훈 四단     | 319수 흑 불계승   |      |
| 승자 2회전  | 1993년 | 5월 18일  | 김영환 三단     | 한상렬 四단     | 178수 백 불계승   |      |
| 승자 2회전  | 1993년 | 5월 18일  | 윤현석 三단     | 황원준 七단     | 248수 백 불계승   |      |
| 승자 2회전  | 1993년 | 6월 1일   | 양재호 八단     | 김수장 九단     | 276수 백 12집반승 |      |
| 승자 2회전  | 1993년 | 6월 1일   | 서봉수 九단     | (故)유건재 六단 | 266수 백 불계승   |      |
| 승자 2회전  | 1993년 | 6월 15일  | 유창혁 六단     | (故)이주용 六단 |                   |      |
| 승자 2회전  | 1993년 | 6월 15일  | 조훈현 九단     | (故)우쑹성 九단 | 240수 백 시간승   |      |
| 패자 1회전  | 1993년 | 6월 29일  | 황원준 七단     | 한상렬 四단     | 264수 흑 5집반승  |      |
| 패자 1회전  | 1993년 | 6월 29일  | 나종훈 四단     | (故)이주용 六단 | 192수 백 불계승   |      |
| 패자 1회전  | 1993년 | 6월 29일  | 이창호 六단     | 김수장 九단     | 271수 백 8집반승  |      |
| 패자 1회전  | 1993년 | 7월 13일  | (故)우쑹성 九단 | (故)유건재 六단 | 257수 흑 9집반승  |      |
| 승자 3회전  | 1993년 | 7월 13일  | 양재호 八단     | 조훈현 九단     | 230수 백 8집반승  |      |
| 승자 3회전  | 1993년 | 7월 13일  | 유창혁 六단     | 김영환 三단     | 198수 백 불계승   |      |
| 승자 3회전  | 1993년 | 9월 7일   | 서능욱 九단     | 서봉수 九단     | 298수 흑 5집반승  |      |
| 승자 3회전  | 1993년 | 9월 7일   | 윤현석 三단     | 문명근 七단     | 288수 흑 9집반승  |      |
| 패자 2회전  | 1993년 | 9월 7일   | 김영환 三단     | (故)우쑹성 九단 | 235수 백 5집반승  |      |
| 패자 2회전  | 1993년 | 10월 19일 | 이창호 六단     | 문명근 七단     | 244수 흑 8집반승  |      |
| 패자 2회전  | 1993년 | 10월 19일 | 조훈현 九단     | 나종훈 四단     | 261수 백 3집반승  |      |
| 패자 2회전  | 1993년 | 10월 26일 | 서봉수 九단     | 황원준 七단     | 172수 백 불계승   |      |
| 패자 3회전  | 1993년 | 10월 26일 | 이창호 六단     | 김영환 三단     | 91수 흑 불계승    |      |
| 패자 3회전  | 1993년 | 11월 10일 | 조훈현 九단     | 서봉수 九단     | 284수 흑 1집반승  |      |
| 승자 준결승 | 1993년 | 11월 10일 | 양재호 八단     | 윤현석 三단     | 202수 백 불계승   |      |
| 승자 준결승 | 1993년 | 11월 10일 | 유창혁 六단     | 서능욱 九단     | 305수 흑 4집반승  |      |
| 패자 4회전  | 1993년 | 10월 26일 | 이창호 六단     | 서능욱 九단     | 202수 백 불계승   |      |
| 패자 4회전  | 1993년 | 11월 24일 | 조훈현 九단     | 윤현석 三단     | 250수 백 7집반승  |      |
| 패자 준결승 | 1993년 | 12월 8일  | 조훈현 九단     | 이창호 六단     | 164수 백 불계승   |      |
| 승자 결승   | 1993년 | 12월 8일  | 유창혁 六단     | 양재호 九단     | 160수 백 불계승   |      |
| 패자 결승   | 1993년 | 12월 29일 | 조훈현 九단     | 양재호 九단     | 206수 백 불계승   |      |
| 결승 1국    | 1993년 | 12월 29일 | 조훈현 九단     | 유창혁 六단     | 274수 백 2집반승  |      |
| 결승 2국    | 1994년 | 1월 5일   | 조훈현 九단     | 유창혁 六단     | 265수 흑 5집반승  |      |
| 결승 3국    | 1994년 | 1월 5일   |                 |                 |                   |      |

## 특이 사항
결승전(1국~2국(최종국))은 해설은 초대 1기 준우승자 노영하 七단, 3기 우승자 및 4기 준우승자 서봉수 九단 초청해설이 했으며, 조훈현 九단 통산 7회 우승, 유창혁 六단 준우승, 시상식 서기철 아나운서 진행